# Solymar
Solymar é uma cidade do Uruguai localizada no departamento de Canelones.